# Зу-ль-када
Зуль-ка‘да (араб. ذو القعدة‎) — одиннадцатый месяц мусульманского календаря.

## Этимология
Название месяца означает — «Месяц оседлости». В этот месяц прекращались кочевания.

### 3 день
- 926 г.х. — смерть шафиитского учёного Закарии аль-Ансари[1]

### 11 день
- 529 г.х. — убийство ассасинами багдадского халифа аль-Мустаршида[2]

### 29 день
- 220 г.х. — смерть 9-го шиитского имама Мухаммада ат-Таки